# Kościół Saint-Symphorien w Sail-les-Bains
Kościół Saint-Symphorien w Sail-les-Bains (św. Symforiana w Sail-les-Bains, fr. Église Saint-Symphorien) – wzniesiony w XII wieku. Od 10 czerwca 1965 roku posiada status monument historique, w kategorii classé MH (zabytek o znaczeniu krajowym).  

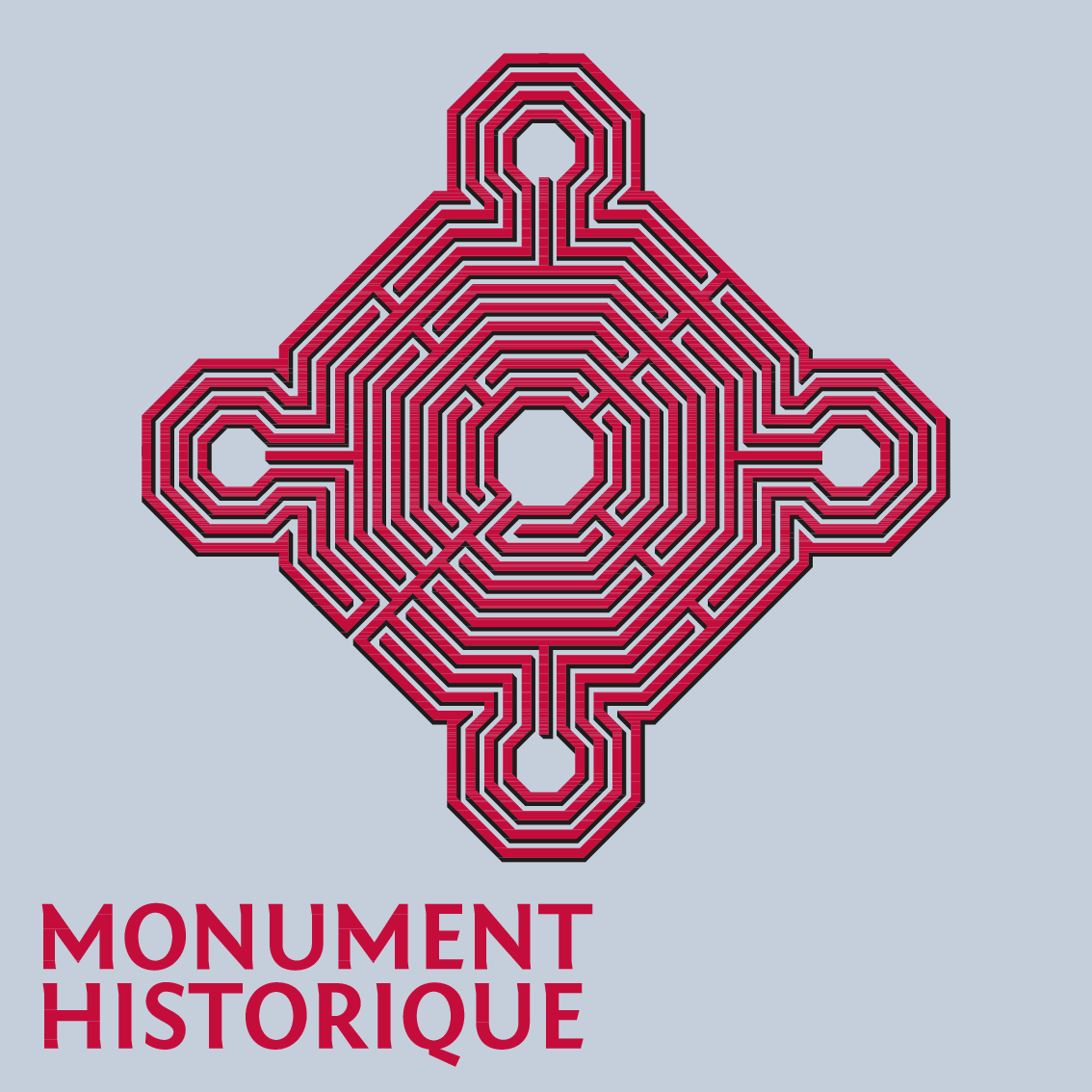
Logo monument historique - 2017

## Lokalizacja
Kościół jest zlokalizowany na terenie miejscowości Sail-les-Bains, przy 2 Place de l'Église, w departamencie Loara, w regionie Auvergne-Rhône-Alpes. 

## Opis
Kościół romański z XII wieku z kruchtą wejściową. W XV i XVI wieku do nawy i prezbiterium dobudowano trzy kaplice. We wnętrzu pozostałości fresku przedstawiającego anioły z XV wieku.

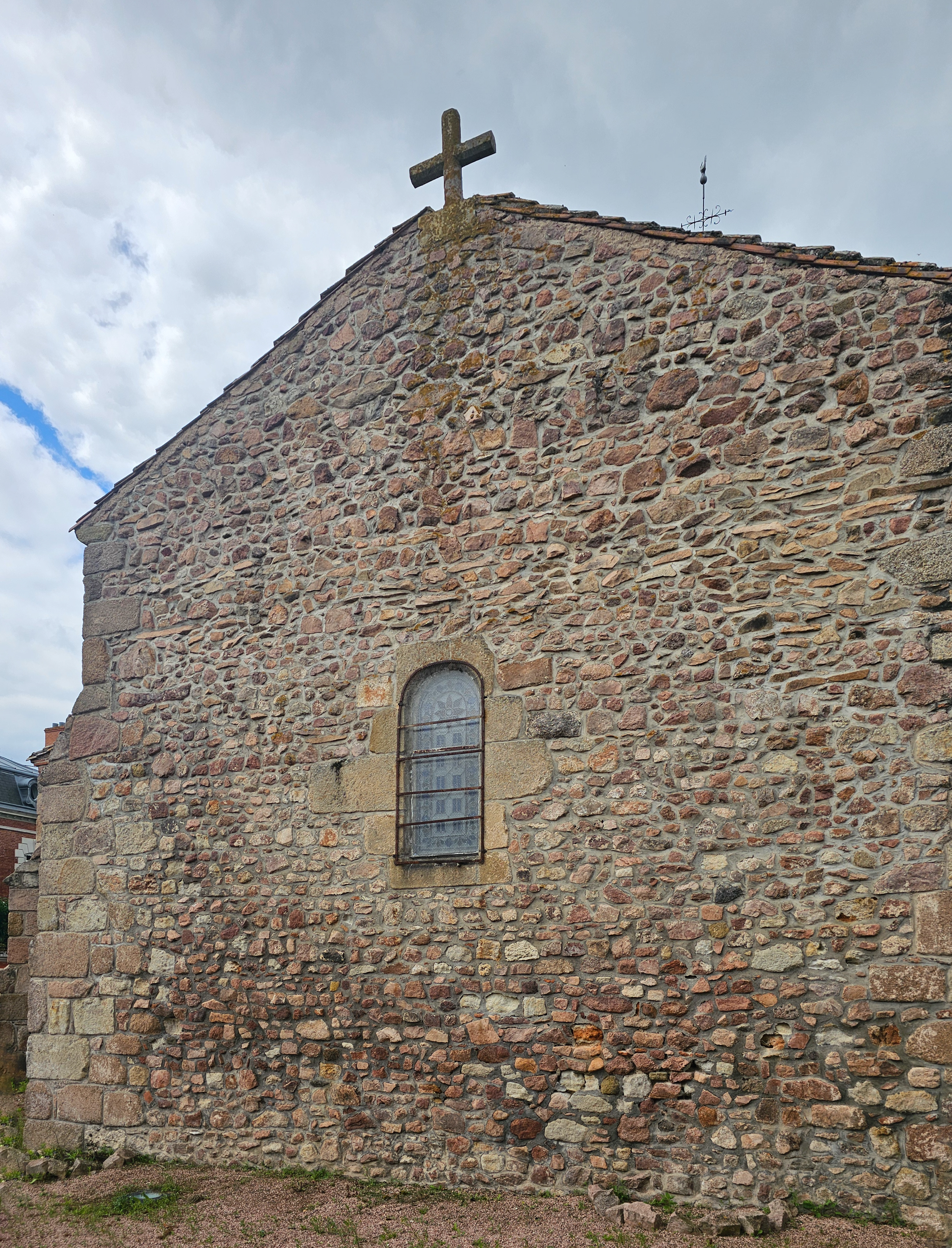
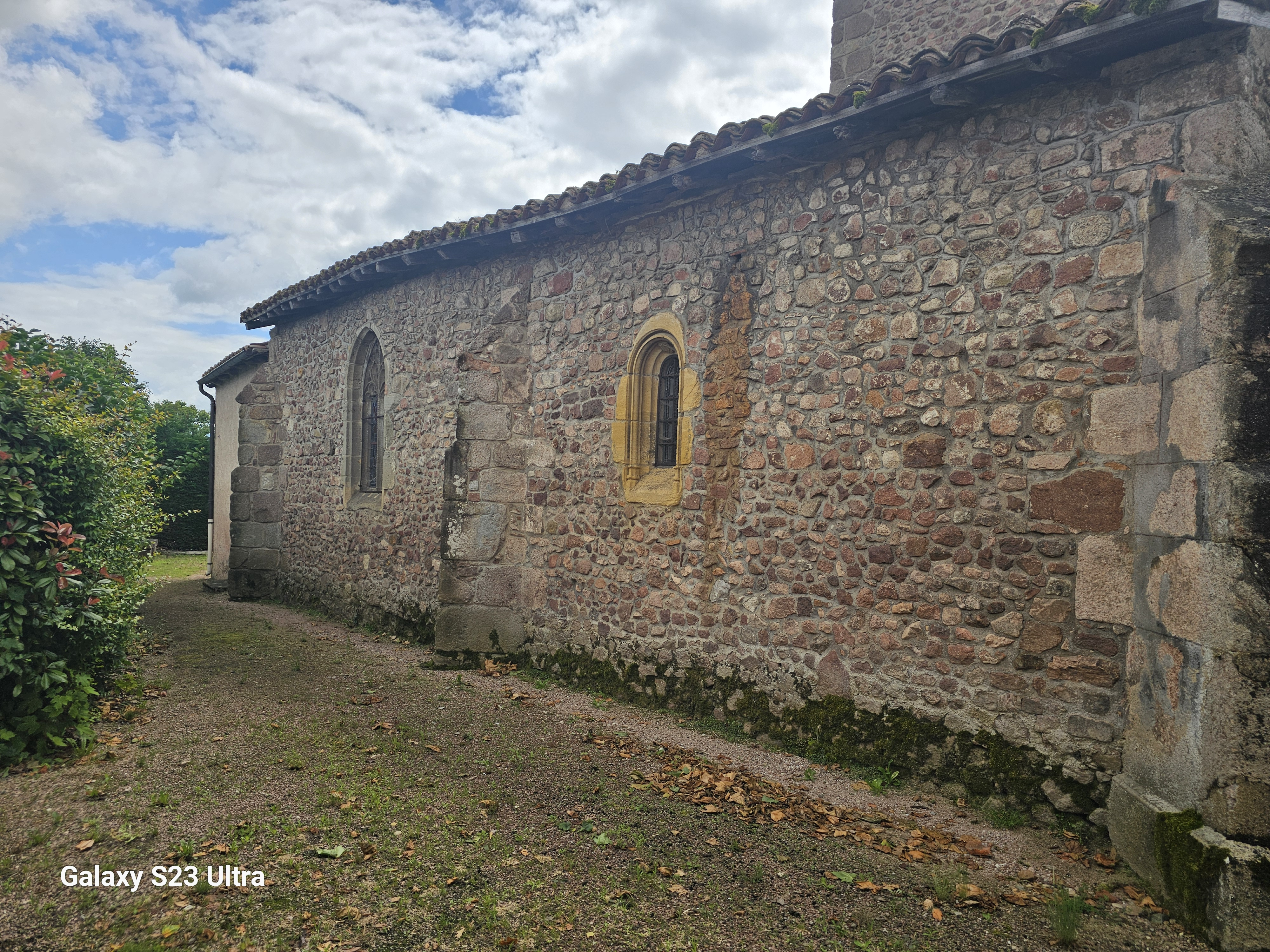
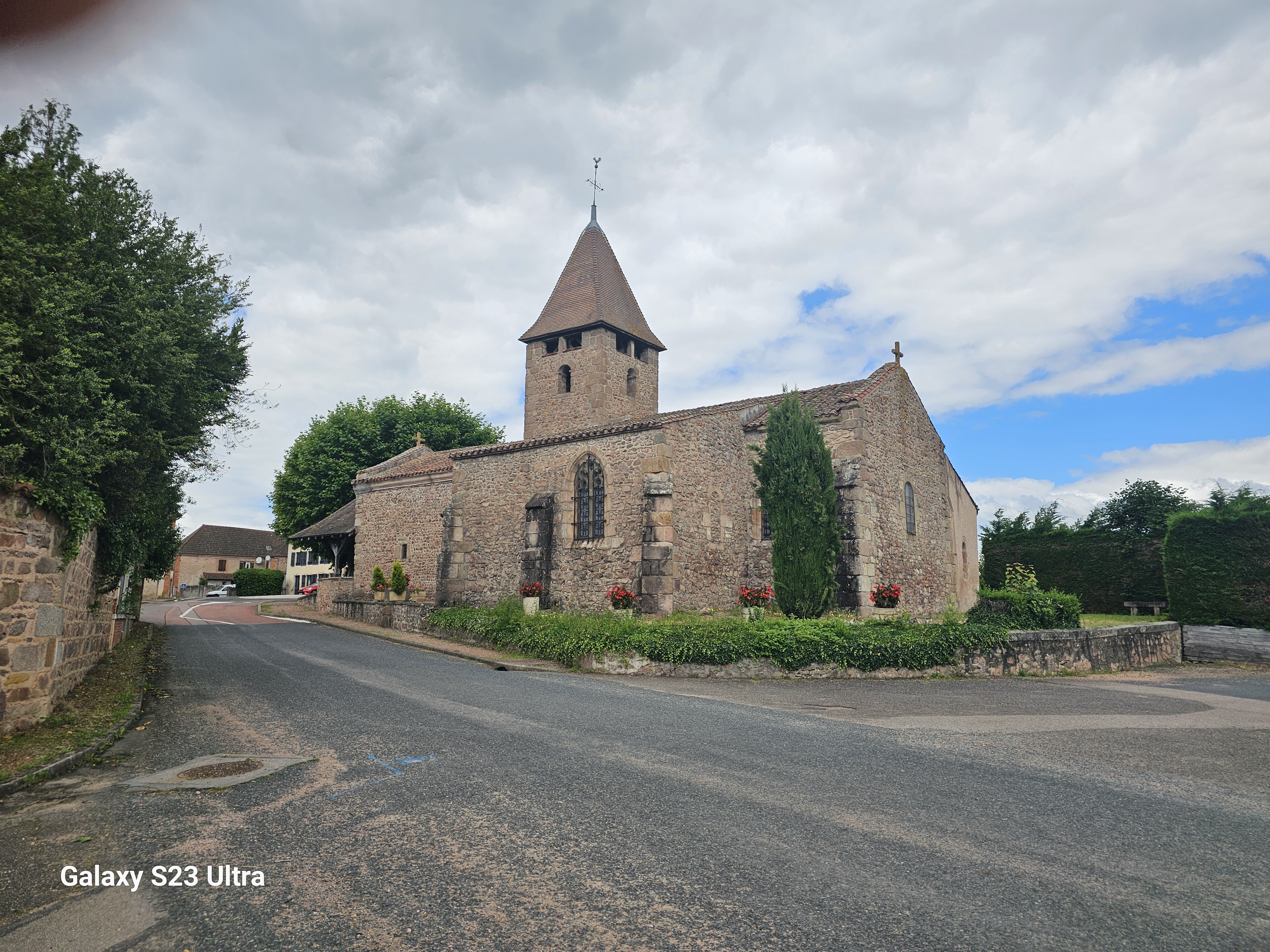
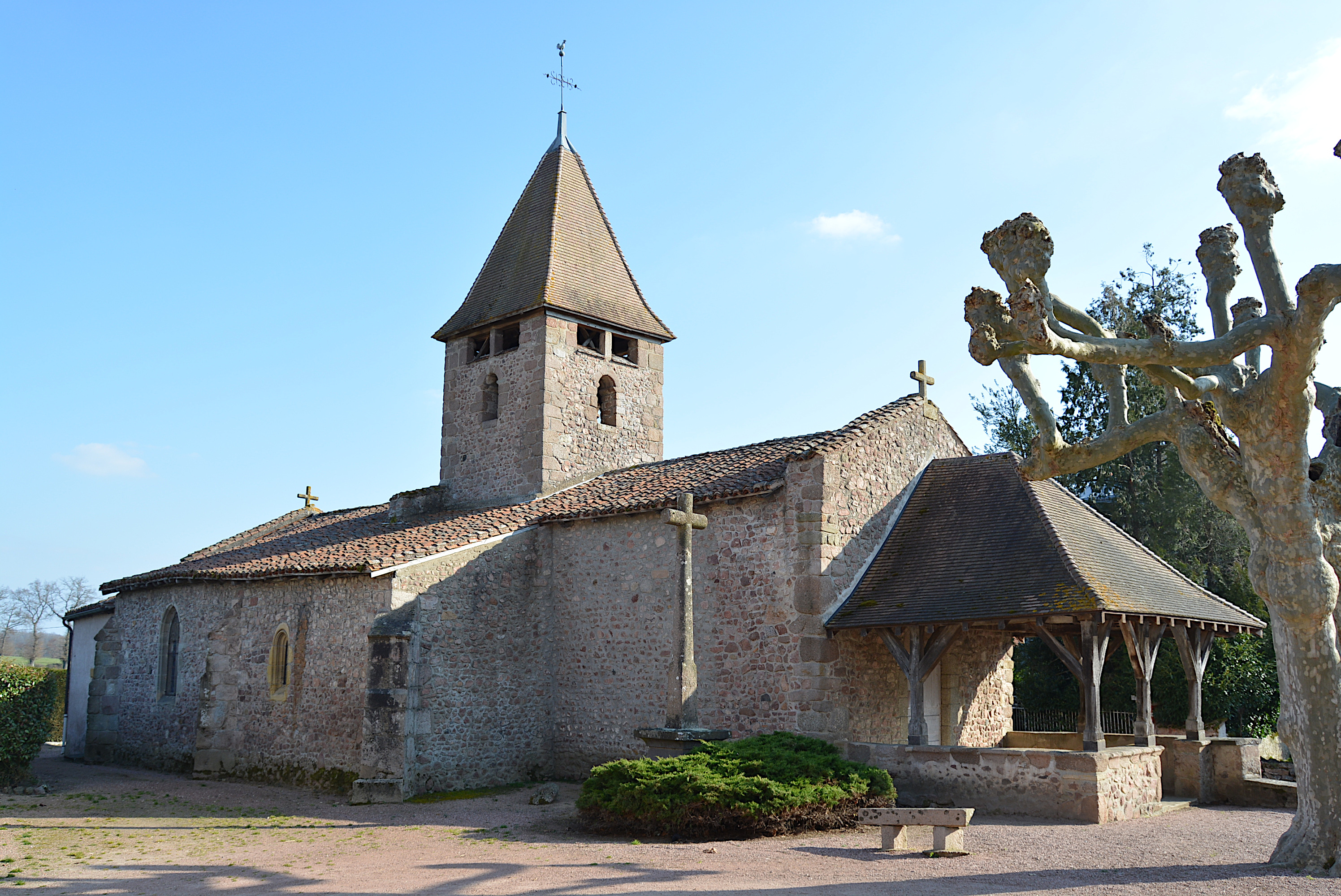